# Сирачево
Сирачево (грч. Περιβολάκι, Периволаки) је насељено место у општини Лагадина у периферији Средишња Македонија, Грчка. Према попису из 2021. године био је 1.331 становник.
Према бугарском географу и историчару, Василу Канчову, у Каваларцима је 1900. године живело 200 Словена хришћана. После Балканских ратова почело је досељавање грчких колониста, тако је на попису из 1920. године било 310 становника. После 1922. године насељено је још 427 грчких досељеника. Село је на попису из 1991. године имало 950 становника, од чега су Словени били мањина